# Грейс, Маккенна
Маккенна Грейс (англ. Mckenna Grace; род. 25 июня 2006) — американская актриса и певица. Родившаяся в Грейпвайне, штат Техас, она профессионально начала сниматься в возрасте пяти лет и в детстве переехала в Лос-Анджелес, штат Калифорния. Её самые ранние роли включали Жасмин Бернштейн в ситкоме Disney XD «Крэш и Бернштейн» (2012—2014) и Фейт Ньюман в мыльной опере «Молодые и дерзкие» (2013—2015). После нескольких небольших ролей она получила мировое признание, снявшись в роли интеллектуально одарённого семилетнего ребёнка в фильме «Одарённая» (2017), за который она получила номинацию на премию Critics' Choice Movie Award в категории «Лучший молодой исполнитель».
После этого прорыва Грейс сыграла роли в фильмах «Я, Тоня» (2017), «Нулевой отряд» (2019) и «Капитан Марвел» (2019). За это время она появилась в нескольких проектов в жанре ужасов, включая «Дурное семя» (2018), «Призрак дома на холме» (2019) и «Проклятие Аннабель 3» (2019). За роль жестокого подростка Эстер Кийз в сериале «Рассказ служанки» (2021—2022) Грейс была номинирована на премию Primetime Emmy Award за выдающуюся приглашённую актрису в драматическом сериале, что сделало её самым молодым человеком, отмеченным на «Эмми» за приглашённую роль. Она снялась в сверхъестественных комедиях «Охотники за привидениями: Наследники» (2021) и «Охотники за привидениями: Леденящий ужас» (2024) в роли Фиби Спенглер, получив признание критиков и номинацию на премию Critics' Choice Super Award. В 2022 году Грейс написала, спродюсировала и снялась в продолжении фильма «Дурное семя» и сыграла роль Джен Броберг в мини-сериале «Друг семьи».
После подписания контракта с Photo Finish Records в 2020 году, Грейс выпустила свой дебютный сингл «Haunted House» в 2021 году, как часть саундтрека Ghostbusters: Afterlife soundtrack. В 2023 году она выпустила два EP: Bittersweet 16 и Autumn Leaves, которые были ориентированы на поп-рок и фолк-звучание.

## Ранняя жизнь
Маккенна Грейс родилась 25 июня 2006 года в Грейпвайне, штат Техас, США. Она единственный ребёнок Росса Бёрджа, хирурга-ортопеда, и Кристал Грейс, торгового представителя в сфере медицины. Она занималась чирлидингом, гимнастикой, чечёткой и балетом, а также участвовала в конкурсах красоты, где её короновали как «Крошечную мисс Техас». Грейс никогда не ходила в обычную школу;  она обучалась на дому и имела репетиторов на съёмочной площадке. В 2017 году Грейс заявила, что раз в неделю посещает семинар по творческому письму с другими учениками, находящимися на домашнем обучении. В 2021 году она прошла курс по медиаэстетике в колледже, в котором примерно четыре раза писала о «Рассказе служанки».
Грейс впервые проявила интерес к актёрской игре в четыре года, после того как получила от своей прабабушки коллекцию DVD с фильмами с участием Ширли Темпл.  Преподаватель актёрского мастерства Грейс, которая была сестрой Морган Фэрчайлд, посоветовала ей подписать контракт с агентом.  Грейс получила свою первую роль в рекламе в возрасте пяти лет. Позже их агент посоветовал поехать в Лос-Анджелес, чтобы узнать, может ли Грейс получить роли в фильмах и телевизионных шоу. После того как она получила роли в фильмах «Крэш и Бернштейн» (2012—2014) и «Прощай, мир» (2013), её семья переехала в город, а её отец поселился в Вентуре.

## Актёрская карьера

### 2012—2017: Ранние роли и прорыв
Грейс дебютировала в сериале Disney XD «Крэш и Бернштайн» в роли Жасмин Бернштейн. Она повторила свою роль во втором сезоне сериала, играя её до 2014 года. В это время она снялась в ситкоме Fox «Игры Гудвина». В 2013 году она дебютировала в кино в фильме «Прощай, мир», который разочаровал критиков. С 2013 по 2015 год у неё была повторяющаяся роль Фейт Ньюман в сериале «Молодые и дерзкие». В 2015 году Грейс сыграла молодую Кэролайн Форбс в сериале «Дневники вампира». TVLine включил её появление в список лучших флэшбэк-кастингов на телевидении: «Одно дело — выглядеть как более молодая версия персонажа, но Грейс даже плакала как Кэролайн». Грейс снялась в трёх фильмах, вышедших в 2016 году — «Мистер Чёрч», «Angry Birds в кино», и "День независимости: Возрождение- все они получили негативные отзывы.

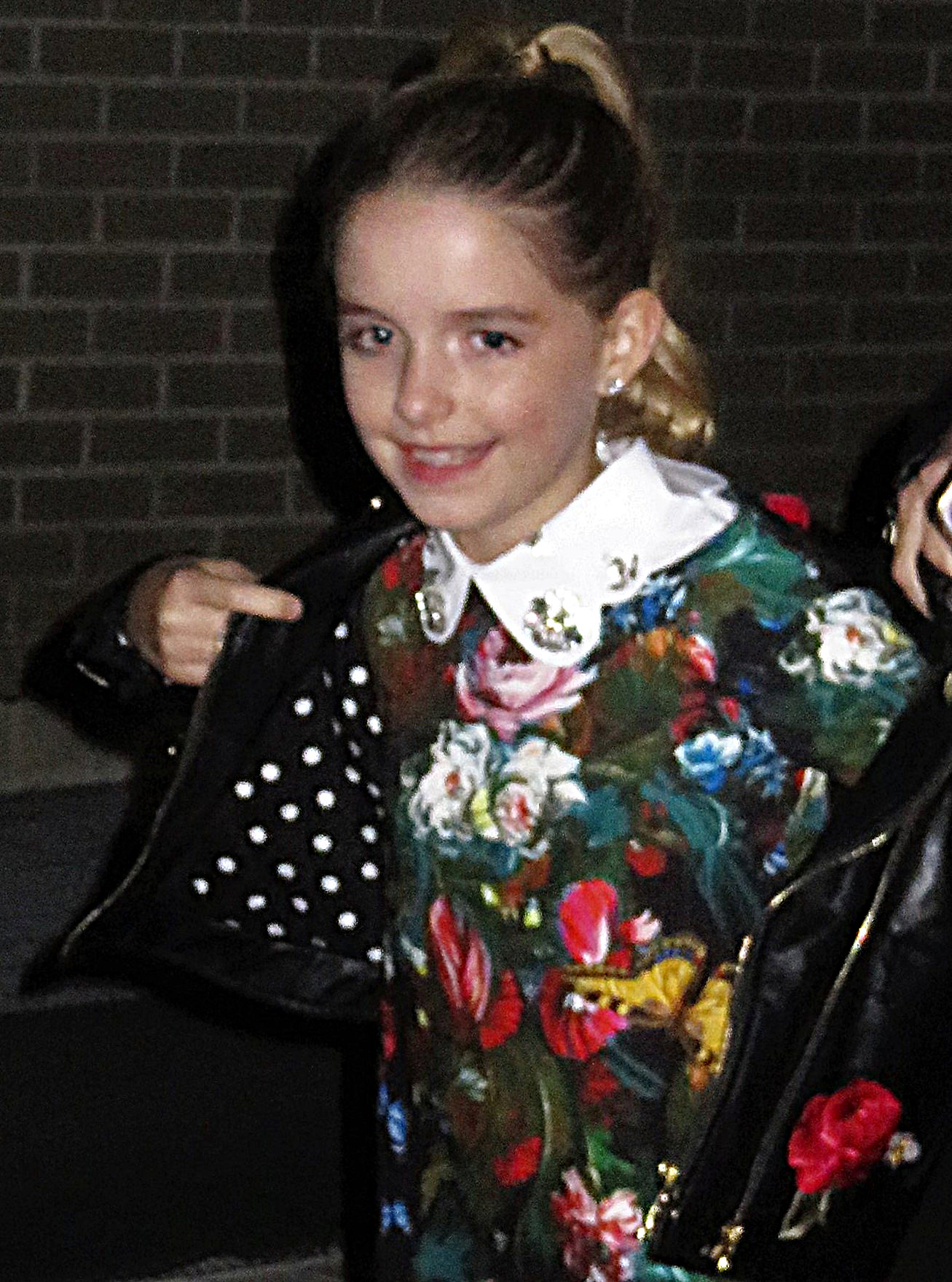
Грейс на премьере фильма «Я, Тоня» в 2017 году

В сентябре 2015 года Грейс присоединилась к актёрскому составу драматического фильма «Одарённая» (2017). Фильм рассказывает историю Мэри Адлер (Грейс), интеллектуально одарённой семилетней девочки, которая становится предметом борьбы за опекунство между её дядей по материнской линии и бабушкой по материнской линии. Грейс была выбрана за её «детское обаяние, но в то же время зрелость старой души» и взаимодействие с Крисом Эвансом. Она подготовилась к роли, просмотрев несколько фильмов о детях-вундеркиндах, включая «Я — Сэм» (2001) и «В Америке» (2002). Она использовала сочинение песен, чтобы запомнить сложные математические задачи, которые Мэри решает в фильме. Роль стала для Грейс прорывом. Ричард Роупер из Chicago Sun-Times счёл её «неотразимой силой», оценив её сцены с Эвансом как «сенсационные». За свою игру Грейс получила номинацию на премию Critics' Choice Movie Award в категории «Лучший молодой исполнитель».
Грейс сыграла юную версию Тони Хардинг в байопике «Я, Тоня» (2017). По её словам, это была самая сложная роль в её жизни в физическом плане, поскольку ей пришлось учиться кататься на коньках. Поскольку Хардинг с юных лет была искусной прыгуньей, у Грейс был дублёр, который выполнял вращения, комбинации прыжков и двойной лутц в фильме. Фильм «Я, Тоня» был хорошо принят рецензентами, особенно хвалили её исполнение. Кинокритик Кристи Лемир, написав для RogerEbert.com, похвалил Грейс за то, что она изобразила душевные терзания и страдания Хардинг.

### 2018—2020: Роли в хоррорах и дальнейшее признание
Грейс снялась в драме ужасов 2018 года «Дурная кровь», ремейке одноимённого фильма 1956 года, который сам является адаптацией романа Уильяма Марча 1954 года. В фильме она сыграла роль Эммы Гроссман, девушки, которая убивает всех, кто ей перечит. Грейс, которая давно мечтала сыграть злодейку из ужастика, описала эту возможность как «супер захватывающую». Готовясь к роли, она посмотрела фильм 1956 года и сосредоточилась на подражании манерам Роды Пенмарк (версии Эммы в том фильме), включая её походку и выражение лица; Грейс также консультировалась с Пэтти Маккормак, которая играла Роду в фильме 1956 года. После премьеры в сентябре 2018 года на канале Lifetime критики высоко оценили её игру. The Hollywood Reporter заявил, что «успех или провал „Дурного семени“ во многом зависит от способности Грейс быть нервной, милой и иногда смешной, и она попадает в точку»; аналогично, The A.V. Club  высоко оценил её «расчётливость поведения Эммы и одновременно хихиканье в её репликах.».
В 2018 году Грейс снялась в сериале ужасов Netflix «Призрак дома на холме». Чтобы сыграть роль молодой Теодоры «Тео» Крейн, она перекрасила волосы в тёмно-коричневый цвет. «Призраки Хилл-Хауса» и её исполнение получили высокую оценку критиков. Now отметил, что она сыграла роль с «мудростью, превосходящей её годы». В том же году она появилась в качестве гостя в праздничном спецвыпуске «Сказка середины зимы» сериала ужасов «Леденящие душу приключения Сабрины». Грейс сыграла юную версию одноимённого персонажа, а Кирнан Шипка — в подростковом возрасте.  По словам создателя сериала Роберто Агирре-Сакаса, Шипка сразу предложила Грейс на эту роль, когда узнала, что в сериале появится Сабрина-подросток. В это время она начала сниматься в ситкоме CBS «Детство Шелдона» в роли Пейдж Свонсон, вундеркинда и соперницы главного персонажа.
Грейс снялась в трёх фильмах, вышедших в 2019 году. Первым фильмом стала комедийная драма под названием «Нулевой отряд». В нём Грейс сыграла роль девочки-неудачницы, которая хочет отправлять сообщения в космос и участвует в общенациональном конкурсе вместе с группой скаутов-птичек. Для «Нулевого отряда» она подстригла волосы асимметрично: одна сторона у плеча, другая — у подбородка. Грейс также старалась не мыть волосы и не поддерживать себя в хорошем состоянии, поскольку хотела казаться сумасшедшей, как её героиня. Критики в целом положительно отозвались о фильме и похвалили актёрский состав. Variety назвал её «магнетической молодой исполнительницей», а The A.V. Club нашёл её подход к персонажу «освежающе неинтуитивным», отметив её изображение чувства потери через волнение, а не страдание. Затем Грейс сыграла 13-летнюю версию одноимённого персонажа в супергеройском фильме «Капитан Марвел».  Фильм имел успех у критиков и коммерческий успех, собрав более 1,1 миллиарда долларов и войдя в число самых кассовых фильмов всех времён
Последним релизом Грейс в 2019 году стал сверхъестественный фильм ужасов «Аннабель возвращается домой», который стал седьмой частью вселенной «Заклятия». Она сыграла роль Джуди Уоррен, дочери исследователей паранормальных явлений Эда и Лоррейн Уоррен. Режиссёр Гари Доберман заявил, что ему «очень, очень повезло и очень, очень приятно» пригласить Грейс на роль, отметив её профессионализм и талант.  После выхода «Аннабель возвращается домой» собрал более 231 миллиона долларов и получил смешанные отзывы; однако исполнения Грейс были высоко оценены. По мнению The New York Observer, «потрясающая» Грейс имеет свою собственную уникальную интерпретацию клише «ребёнок из фильма ужасов», которая соответствует «извращённому возрасту, в котором мы оказались». Она также озвучила младшую Дафну Блейк в фильме «Скуб!» в 2020 году. Она должна была повторить эту роль в продолжении «Скуб! Праздничное привидение», который был отменён в августе 2022 года.

### 2021 — настоящее: Массовый успех
В 2021 году Грейс начала сниматься в антиутопическом сериале Hulu «Рассказ служанки», адаптации одноимённого романа 1985 года, в роли Эстер Кис, умной и мятежной 14-летней девочки, подвергшейся насилию, изнасилованию и  выданной замуж за старшего командира. Её выбрали за её способность изображать страшное и ужасное. По словам Грейс, было очень важно, чтобы роль исполнил человек того же возраста, что и героиня, поскольку все те издевательства, которым подвергалась Эстер, ежедневно переживают многие 14-летние подростки: «Если людей расстраивает или смущает, что реальная 14-летняя девочка рассказывает о том, как её изнасиловали, и это „актёрская игра“, то, возможно, это заставит вас захотеть сделать что-то для реальных девочек, которые проходят через это». Премьера четвёртого сезона сериала состоялась 27 апреля 2021 года, получив положительные отзывы. Entertainment Weekly отметил, что Грейс сыграла «запоминающуюся роль тиранической детской невесты», а Den of Geek похвалил её «замечательное самообладание». На 73-й церемонии вручения премии «Эмми» (Primetime Creative Arts Emmy Awards) Грейс получила номинацию за «Выдающуюся приглашённую актрису в драматическом сериале», став десятым самым молодым актёром, номинированным на «Эмми», и первым ребёнком, отмеченным за приглашённую актёрскую награду.
В 2021 году Грейс озвучила глупую и энергичную наездницу в анимационном фильме DreamWorks «Спирит Непокорный» и сыграла юную версию персонажа Аннабель Уоллис в фильме ужасов «Злое». Грейс сыграла главную роль Фиби Спенглер в сверхъестественной комедии «Охотники за привидениями: Наследники» (2021), продолжении фильмов «Охотники за привидениями» (1984) и «Охотники за привидениями 2» (1989). Для роли она постриглась и покрасила волосы. Фильм вышел в прокат 19 ноября 2021 года, и имел умеренный коммерческий успех, собрав более 204 миллионов долларов при бюджете в 75 миллионов долларов. Критики отнеслись к фильму неоднозначно, хотя исполнение Грейс получило признание. Марк Фини из The Boston Globe сказал, что «[Охотники за привидениями: Наследники] имеют свои моменты, большинство из них благодаря совершенно феноменальной Маккенне Грейс». Gizmodo считает её игру «мгновенно незабываемой, … поистине откровенной, [и] звёздной». Грейс была номинирована на премию Critics' Choice Super Award за лучшую женскую роль в научно-фантастическом/фэнтезийном фильме.
В начале пандемии COVID-19 в 2020 году съёмки сериала «Рассказ служанки» были приостановлены. Грейс и её отец решили написать продолжение «Дурной крови», зная, что Lifetime хочет выпустить в эфир сиквел. Он написал общую структуру фильма, а она давала свои замечания, в основном по диалогам. По словам исполнительного вице-президента Lifetime Тани Лопес, сеть была «потрясена» концепцией Грейс для сиквела. Грейс, которая повторила свою роль Эммы, считает, что работа над собственным сценарием — это уникальный опыт: «Это была не моя интерпретация чьего-то сценария или персонажа… Это была моя возможность сыграть сцены так, как я их себе представляла». Премьера фильма под названием «Возвращение дурной крови» состоялась на канале Lifetime 5 сентября 2022 года. Это первый проект, спродюсированный компанией Грейс Beautiful Ghosts Productions, в котором она также выступает в качестве исполнительного продюсера. В том же месяце Грейс повторила свою роль Эстер в пятом сезоне «Рассказа служанки». Den of Geek благосклонно сравнил её крики в шестом эпизоде сезона с криками Линды Блэр в фильме «Экзорцист» (1973), заявив, что они «дистиллировали сезоны протеста „Рассказа служанки“ [против женоненавистничества] в один первобытный взрыв».
В марте 2022 года Грейс присоединилась к актёрскому составу мини-сериала компании Peacock «Друг семьи» в роли Джен Броберг,- которая в детстве была дважды похищена и подверглась сексуальному насилию со стороны друга семьи,- разделив роль с Хендрикс Янси. Во время съёмок Грейс старалась проводить как можно больше времени с Янси, копируя её манеры и улыбку. Грейс также работала вместе с Броберг, который продюсировала шоу; они обсуждали тонкие жесты, чтобы показать стресс, например, кусание ногтей. Грейс описала роль как «действительно эмоционально и иногда физически изнурительную»; ей пришлось доводить себя до новых пределов и смешивать три версии Броберг (свою, Янси и реально существующей Броберг). Премьера «Друга семьи» состоялась 6 октября 2022 года и получила положительные отзывы критиков.  Common Sense Media отметил, что она «проделала потрясающую работу, передав смесь уязвимости и растущего ужаса, которые испытывает её героиня».
В следующем году Грейс снялась в научно-фантастическом приключенческом фильме «Кратер», сыграв Эддисон, дочь авторитетного учёного с Земли. Грейс решила подписаться на фильм после того, как сценарий заставил её плакать. Она описала фильм как «действительно особенный», восхищаясь его концовкой, сердцем, диалогами и отношениями между персонажами. Фильм «Кратер» вышел на Disney+ 12 мая 2023 года, получив в целом положительные отзывы. Статьи в Entertainment.ie и Variety  сочли Грейс лучшей исполнительницей роли в фильме. Позже в том же году она приняла участие в полнометражке «Щенячий патруль: Могучий фильм», основанной на одноимённом мультсериале, в роли Скай.
Грейс повторила свою роль Фиби в фильме «Охотники за привидениями: Леденящий ужас», выход которого состоялся в марте 2024 года. В процессе съёмки Грейс изучила исполнение Гарольдом Рамисом роли Игона Спенглера, которого она назвала своим «самым большим вдохновением». Критик New York Observer Эмили Землер написала, что она «очень убедительна, и ей следовало бы позволить сыграть главную роль в фильме». Фрэнк Шек из The Hollywood Reporter сказал, что «Леденящий ужас» показывает, что она может стать «MVP франшизы [Охотники за привидениями]».  Позже Грейс сыграла роль Спайдер в драматическом фильме «Спайдер и Джесси» (2025), в котором две сестры прячут тело своей матери после смертельной передозировки. Она также появилась в сатирической драме Эми Вонг «Наклонная» (2025).

#### Предстоящие проекты
В декабре 2024 года Грейс должна появиться в  триллере Яна Комасы «Годовщина» об очень близкой семье, разделенной новым событием, «Никто 2» (2025) и «Крик 7» (2026). В апреле 2025 года было объявлено, что она будет сниматься в фильме «Восход солнца над Жатвой» (2026) в роли Мейсили Доннер.

## Признание и артистизм
Грейс известна тем, что изображает более молодые версии главных героев . В 2018 году IndieWire назвал Грейс одной из лучших детских телевизионных актрис того времени. The Hollywood Reporter включил её в число 30 лучших звёзд в возрасте до 18 лет. В следующем году Ассоциация голливудских критиков включила её в список «Новое поколение Голливуда». Yahoo! Entertainment назвал её «одним из самых успешных и плодовитых детей-актёров своего поколения». После нескольких ролей в проектах ужасов, включая «Дурная кровь» и «Проклятие Аннабель 3»,  TheWrap назвал её королевой крика. По мнению The Independent, Грейс «стала основной частью современного жанра ужасов».
Комментируя её игру в фильме «Одарённая», USA Today назвал её «редким актёром-ребёнком, который не выглядит так, будто пытается попасть в эмоциональные рамки — кажется, что она действительно чувствует радость, разочарование, гнев, печаль и страх, с которыми сталкивается её героиня». Марк Уэбб, режиссёр фильма «Одарённая», отметил, что у Грейс «у него странная удивительная комическая синхронизация, которая … …утончённость другого рода, которая очень глубока, очень чиста и действительно искренна». Грейс заявила, что, играя в более драматических и напряжённых сценах, она «обманывает» себя, заставляя испытывать эмоции, и «потом приходится думать, как отделить их от своих настоящих эмоций». Она описала сильные чувства, такие как ярость и ненависть, как «просто нечто, что происходит», и как смесь исследования и интуиции. Для того чтобы соединиться с персонажами и придать им глубину, Грейс сочиняет музыку и создаёт плейлисты, которые слушает во время съёмок. О своём выборе роли Грейс сказала, что стремится сниматься в проектах, в которых она может рассказать «важные истории», которые имеют для неё истинное значение.

## Музыкальная карьера
В 2020 году Грейс подписала контракт с Photo Finish Records и выпустила свой дебютный сингл «Haunted House» вместе с музыкальным видео в ноябре 2021 года. Она написала песню в соавторстве с Лили Кинкейд, а продюсером выступил Натаниэль Мотте. Грейс объяснила, что песня была написана в тяжёлый период её жизни в разгар пандемии COVID-19, и что её «можно воспринимать как песню о расставании, но она также может быть о друге, члене семьи или любых отношениях, которые закончились». NPR написал, что песня «имеет несколько неожиданных поворотов и закладывает начало новой захватывающей карьеры для Маккенны Грейс». Хотя первоначально песня не была написана для фильма «Охотники за привидениями: Наследники», песня в конечном итоге была добавлена в саундтрек к фильму и использована в заключительных титрах.
Грейс выпустила второй и третий синглы, «Do All My Friends Hate Me?» и «You Ruined Nirvana», в 2022 году. 18 ноября 2022 года она выпустила песню «Self Dysmorphia», которая была вдохновлена её борьбой со сколиозом. Выпуская сингл, Грейс заявила: «Немного странно выкладывать эти глубоко личные мысли и борьбу в мир. Но, надеюсь, … люди, которые проходят через то же самое, будут чувствовать себя менее одинокими» . Она также исполнила песню на Today Show в декабре 2022 года. До выхода песен «Post Party Trauma», «Ugly Crier», и «Checkered Vans» дебютный мини-альбом (EP) Грейс Bittersweet 16 был выпущен 3 марта 2023 года. Она хотела выпустить полноформатный альбом, но Photo Finish предложили ей начать с EP. Позже, в том же году, она записала сингл «Bark to the Beat» для саундтрека «Щенячий патруль: Великое кино». Второй EP Грейс, Autumn Leaves, был выпущен 13 октября 2023 года. По мнению Billboard, сингл «Catch Me» демонстрирует умение Грейс рассказывать истории и «волнующую, богатую текстурами поп-музыку». С тех пор Грейс выпустила синглы «Natalie» и «Gentleman» и "Swim Team", а также выступила на музыкальном фестивале Lollapalooza.  Свой третий EP она собирается выпустить в конце 2024 года.

## Музыкальный стиль и влияния
В детстве Грейс слушала различные жанры, включая хеви-метал и рэп, и исполнителей, в том числе Тейлор Свифт и Korn. Своим основным музыкальным влиянием она считает Свифт и Лану Дель Рей, поскольку «они невероятные рассказчики», а их тексты отличаются лёгкостью и яркостью образов. Она вдохновилась игрой на укулеле после того, как увидела, как певица и исполнительница на укулеле Грейс Вандервол победила в шоу America’s Got Talent в 2016 году. Грейс решила начать писать собственную музыку после того, как во время пандемии COVID-19 прослушала альбом Конана Грея Kid Krow (2020) и прониклась его эмоциями. На звучание Bittersweet 16 в первую очередь повлияли Radiohead, Hole и Roar, а на эмоциональную сырость вдохновила Mitski.
Звучание Bittersweet 16 описывается как поп-рок и поп-панк. Autumn Leaves, в свою очередь, исследует жанр фолк и фокусируется на теме юных душевных терзаний. Она называет своё звучание «отчасти попсовым», но не хочет «говорить, что она принадлежит к определённому музыкальному жанру и звучать криво». По мнению MTV News, её песни предпочитают «театральность без напыщенности, чтобы рассказать свою историю». В её песнях на EP Bittersweet 16 обсуждаются темы душевной боли, образа тела и социального беспокойства, а Autumn Leaves исследуют горе молодых людей. Она считает написание песен своей «терапией» и использует их как способ выражения всех своих эмоций, как положительных, так и отрицательных.

## Личная жизнь
В 2022 году Грейс заявила, что она предпочитает вести более закрытую личную жизнь, чтобы «иметь возможность прожить детство и разобраться в себе в подростковом возрасте»; её мать описывает их домашнюю жизнь как «чрезвычайно нормальную». Грейс заявила, что отделяет себя от своих персонажей, проводя время со своей семьёй и собакой. Она активна в социальных сетях Instagram, Твиттер и TikTok. По состоянию на 2021 год мать Грейс управляла учётными записями первых двух и одобряла публикации Грейс в TikTok. По данным Variety, тщательно отслеживаемые социальные сети Грейс имели дополнительный уровень самозащиты, поскольку им не хватало «повседневной конфессиональной прозрачности», которая была стандартом для её поколения. Грейс заявила, что, как молодая женщина в киноиндустрии, в её адрес неизбежно будут поступать «очень тревожные и грубые» высказывания. Она является вегетарианкой.
В 12 лет у Грейс был диагностирован сколиоз. Во время съёмок фильма «Охотники за привидениями: Наследники» она носила спинной корсет для коррекции позвоночника, но он показался ей неудобным, и «в итоге она стала носить его не так часто, как следовало бы»—из-за графика съёмок она могла носить его только ночью вместо положенных 22 часов в сутки. После того как искривление позвоночника превысило отметку в 45 градусов, ей потребовалась операция, чтобы предотвратить воздействие на её лёгкие. В октябре 2022 года ей сделали операцию на позвоночнике, которая уменьшила искривление до шести градусов.

## Работы
По данным сайта-агрегатора рецензий Rotten Tomatoes, среди фильмов Грейс, получивших наибольшее признание критиков, — «Франкенштейн» (2015), «Одарённая» (2017), «Я, Тоня» (2017), «Капитан Марвел» (2019), «Нулевой отряд» (2019), «Проклятие Аннабель 3» (2019), «Охотники за привидениями: Наследники» (2021) и «Кратер» (2023), «Щенячий патруль: Великое кино» (2023) и «Наклонная» (2025).

## Награды и номинации
| Год  | Награда                                   | Категория                                                                      | Номинированная работа                    | Результат    | Источники |
| ---- | ----------------------------------------- | ------------------------------------------------------------------------------ | ---------------------------------------- | ------------ | --------- |
| 2017 | Women Film Critics Circle                 | Лучшая юная актриса                                                            | Одарённая                                | Номинация    | [ 150 ]   |
| 2018 | Critics' Choice Movie Awards              | Лучший юный актёр/актриса                                                      | Одарённая                                | Номинация    | [ 30 ]    |
| 2020 | Hollywood Critics Association Film Awards | Следующее поколение Голливуда                                                  | N/A                                      | Победа       | [ 121 ]   |
| 2021 | Primetime Emmy Awards                     | Лучший приглашённый актёр или актриса в драматическом или ограниченном сериале | Рассказ служанки                         | Номинация    | [ 151 ]   |
| 2022 | San Diego Film Critics Society            | Лучшее молодёжное исполнение                                                   | Охотники за привидениями: Наследники     | Второе место | [ 152 ]   |
| 2022 | Critics' Choice Super Awards              | Лучшая женская роль в научно-фантастическом/фантастическом фильме              | Охотники за привидениями: Наследники     | Номинация    | [ 153 ]   |
| 2023 | Astra Creative Arts TV Awards             | Лучшая приглашённая актриса в драматическом сериале                            | Рассказ служанки                         | Номинация    | [ 154 ]   |
| 2024 | Kids' Choice Awards                       | Любимая женская озвучка из анимационного кино                                  | Щенячий патруль: Могучее кино            | Номинация    | [ 155 ]   |
| 2025 | Saturn Awards                             | Лучший молодой актёр в фильме                                                  | Охотники за привидениями: Леденящий ужас | Номинация    | [ 156 ]   |

## Комментарии
1. ↑  В этом эпизоде Эстер узнаёт, что беременна после изнасилования. Тётя Лидия жалеет её, но Эстер злится на неё за то, что она оставила её наедине со своим насильником[91].
2. ↑   Бруклин Принс, Джеральдин Висванатан , Джек Дилан Грейзер, Кейтлин Дивер, Кельвин Харрисон-младший[англ.], Лана Кондор , Миллисент Симмондс, Ноа Джуп , Шахади Райт Джозеф[англ.], Томасин Маккензи и Зои Дойч